# 米科拉伊夫卡 (維什霍羅德區)
50°44′4″N 30°12′15″E / 50.73444°N 30.20417°E
米科拉伊夫卡（烏克蘭語：Миколаївка），是烏克蘭的村落，位於該國中北部基輔州，由維什霍羅德區的季梅爾市鎮負責管轄，始建於1938年，面積0.7平方公里，海拔高度141米，2001年人口170，人口密度每平方公里242.9人。